# János Vaszary
Dans le nom hongrois Vaszary János, le nom de famille précède le prénom, mais cet article utilise l’ordre habituel en français János Vaszary, où le prénom précède le nom.
János Vaszary, né le 30 novembre 1867 à Kaposvár et décédé le 10 avril 1939 à Budapest, est un peintre hongrois.

## Vie et œuvre
Après des études à Budapest à l'École de peinture notamment auprès de Bertalan Székely, il se perfectionne à Munich et à l'Académie Julian à Paris. Il y rencontrera et sera influencé par des artistes tels que Jules Bastien-Lepage et Puvis de Chavannes. Après la Première Guerre mondiale, lors de laquelle il peint des soldats, Vaszary devient professeur d'arts à l'Université hongroise des beaux-arts où il encourage le développement du courant avant-gardiste dans les arts du spectacle, notamment au sein de l'Association des Nouveaux Artistes. De 1920 à 1926, un de ses premiers élèves est le peintre hongrois Jenő Barcsay.
Son œuvre est marquée par des changements stylistiques successifs. Ses tableaux renvoient parfois à des sujets de société, montrent un temps l'influence du Fauvisme et de Matisse, ou bien de Dufy ou van Dongen. Après son séjour à Paris, il peint des paysages urbains et se tourne vers l'expressionnisme.

## Galerie

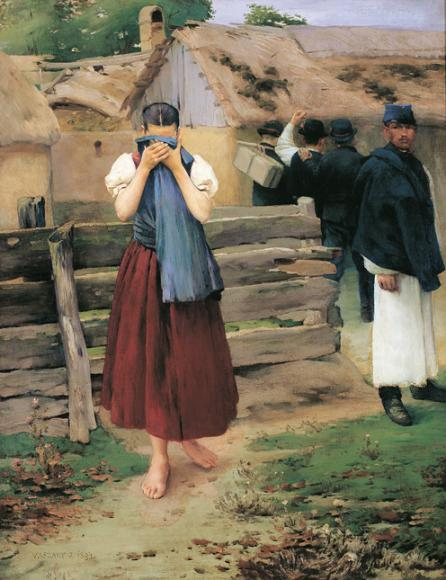
L'ordre de mobilisation est arrivé (Adieu!, 1894).
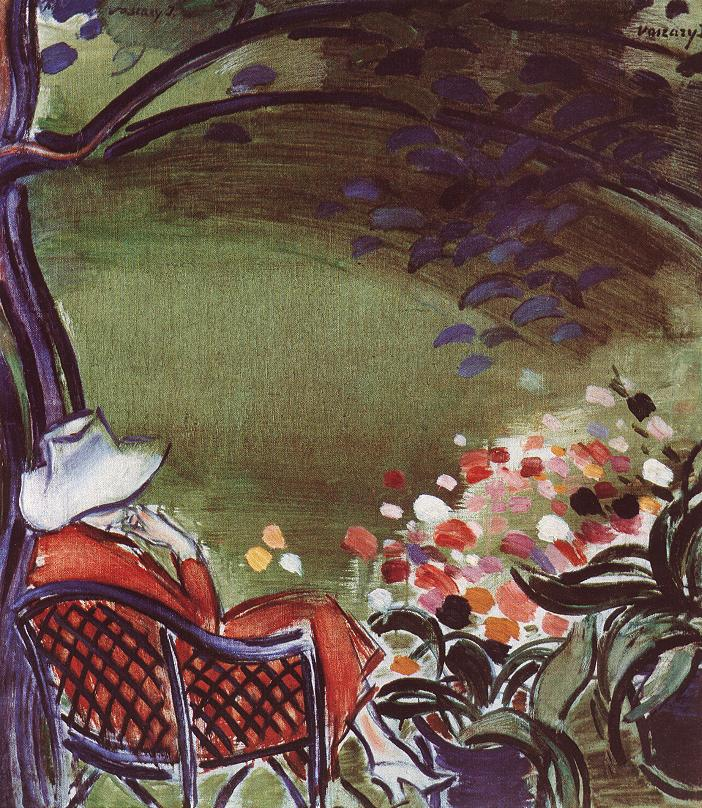
Femme assise dans le jardin (c.1930).
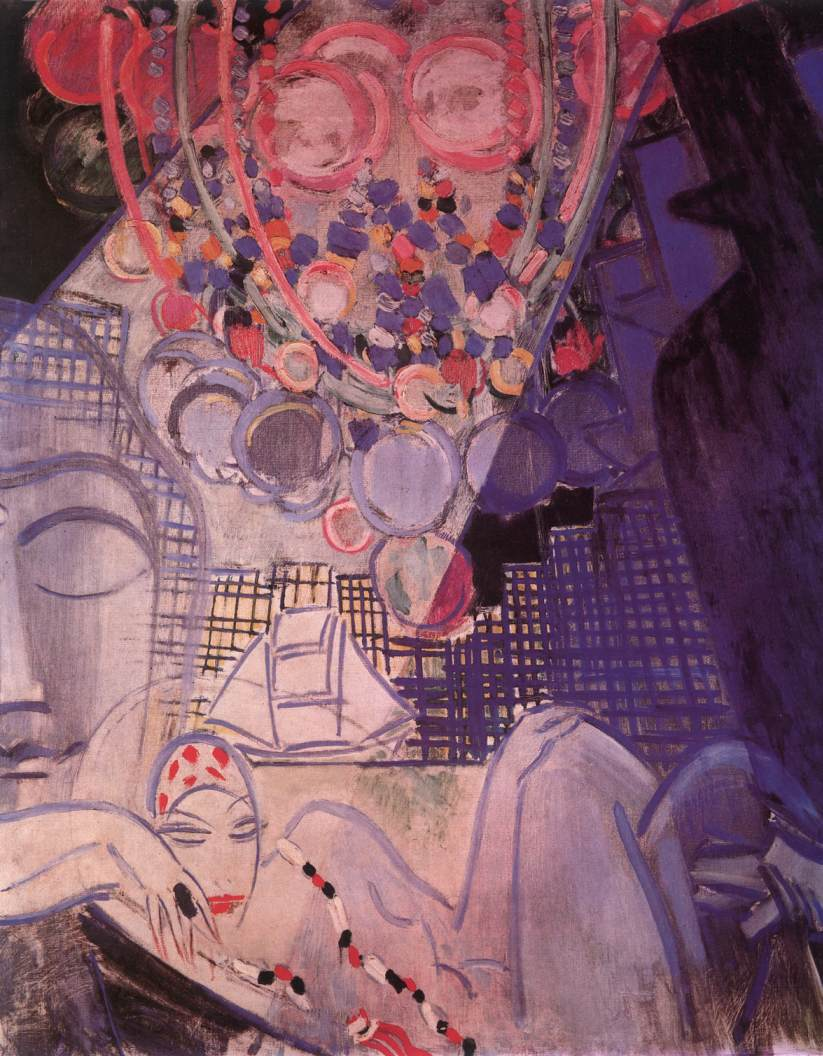
Le morphinomane (c.1930).
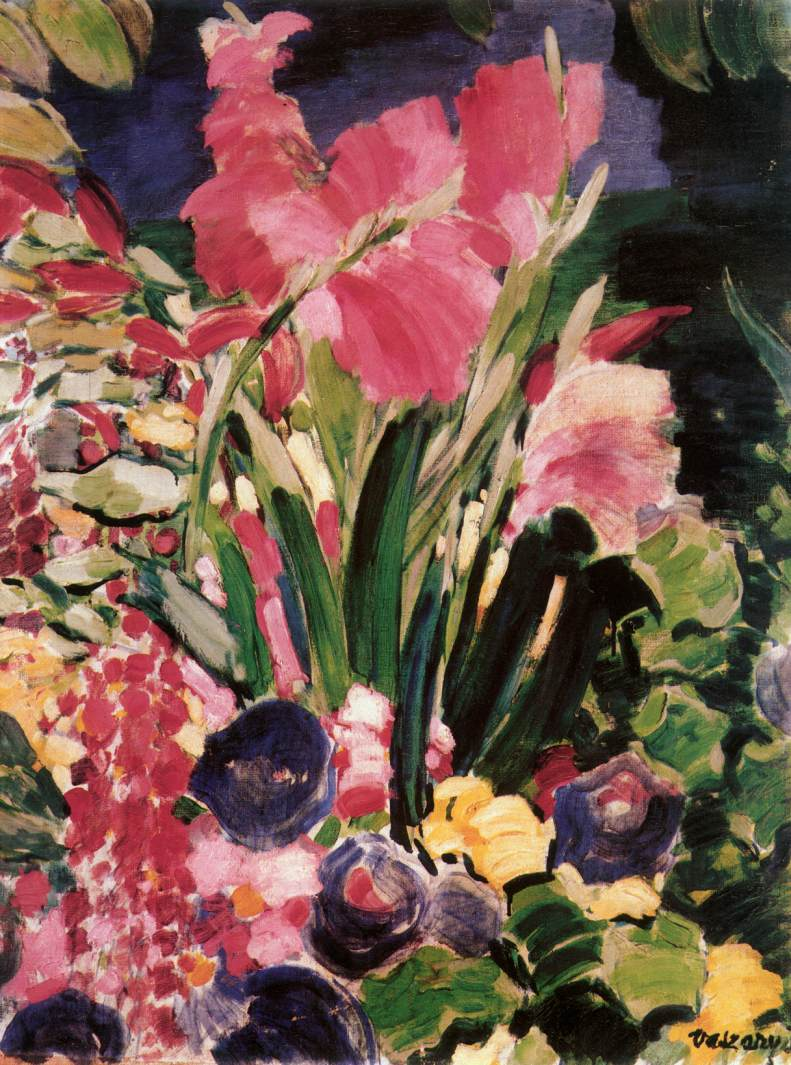
Glaïeuls (1938).
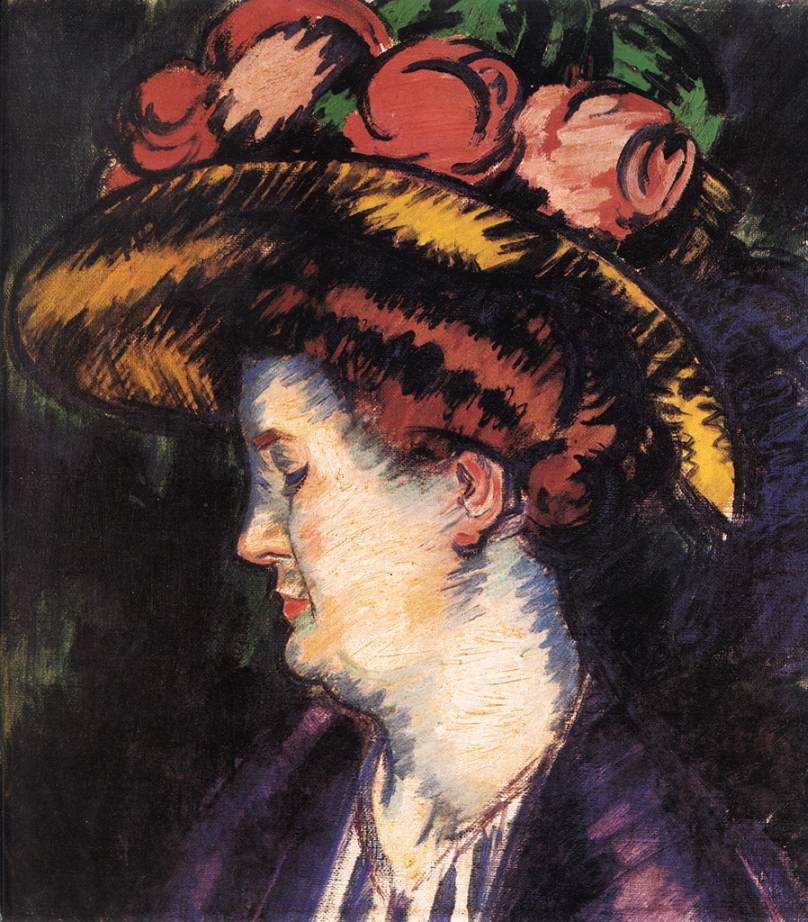
La femme de l'artiste (date inconnue).